# Aups
Aups – miejscowość i gmina we Francji, w regionie Prowansja-Alpy-Lazurowe Wybrzeże, w departamencie Var.
Według danych na rok 1990 gminę zamieszkiwało 1796 osób, a gęstość zaludnienia wynosiła 28 osób/km² (wśród 963 gmin regionu Prowansja-Alpy-W. Lazurowe Aups plasuje się na 282. miejscu pod względem liczby ludności, natomiast pod względem powierzchni na miejscu 103.).